# It's Good
It's Good è un singolo del rapper statunitense Lil Wayne, pubblicato nel 2011 ed estratto dal suo nono album in studio Tha Carter IV. Il brano vede la collaborazione del rapper canadese Drake e del rapper statunitense Jadakiss.

## Tracce
Download digitale
1. It's Good (feat. Jadakiss and Drake) – 4:01